# Pieter van Oers
Pieter van Oers (...) è un astronomo olandese.
Laureatosi in astronomia e astrofisica nel 2010, ha conseguito il dottorato in astrofisica nel 2016, entrambi all'Università di Amsterdam. Successivamente ha collaborato con l'Università di Southampton.
Il Minor Planet Center lo accredita per la scoperta dell'asteroide 564280 Tudorica, effettuata l'8 settembre 2003, in collaborazione con Ovidiu Vaduvescu.